# I Modi
I Modi (Os modos, também conhecido como "Os 16 prazeres")  e pelo título em latim De omnibus Veneris Schematibus, é um famoso livro erótico, da renascença italiana.

## Edição original
A edição original foi criada pelo gravador Marcantonio Raimondi (baseando as suas 16 imagens de posições sexuais, numa série de pinturas eróticas que Giulio Romano estava realizando para o novo Palazzo del Te, em Mântua,por encomenda de Frederico II Gonzaga). As gravuras foram publicadas por Raimondi, em 1524,  levando-o à prisão pelo Papa Clemente VII e à destruição de todas as cópias das ilustrações (Romano, não tomou conhecimento das gravuras até ao momento em que o poeta Pietro Aretino foi ver as pinturas originais  de Romano quando este ainda trabalhava nelas. Giulio Romano não foi colocado perante a justiça visto que, ao contrário Raimondi, as suas imagens foram criadas para um usufruto privado). Aretino, em seguida, compôs 16  sonetos de conteúdo sexual explícito  soneto para acompanhar as gravuras, e garantiu a libertação de Raimondi da prisão.
O I Modi foi, então, publicou pela segunda vez em 1527, agora com os poemas e as imagens, tornando esta a primeira vez que o texto erótico e as imagens foram combinados, embora o papado, mais uma vez, apreendeu todos os exemplares que pode encontrar. Raimondi escapou a prisão nesta ocasião, mas a repressão, em ambas as ocasiões foi compreensiva.  Nenhum exemplar original desta edição sobreviveu, com a exceção de alguns fragmentos no Museu Britânico, e duas cópias da postura 1. Uma, possivelmente pirata, cópia com ilustrações brutas em xilogravura, impresso em Veneza em 1550 e ligado com alguns textos contemporâneos foi descoberto em 1920, contendo 15 das 16 posturas.
Apesar da aparente perda das originais de Raimondi atualmente, parece certo que, pelo menos, um conjunto completo sobreviveu até ao final do século XVI, uma vez que tanto a xilogravura de 1550 e a chamada comitiva Caracci de impressões concordam em cada composição e estilístico respeito com os fragmentos que sobreviveram.

## Edições posteriores
Uma nova série de bem trabalhado e explícita gravuras de posições sexuais foi produzido por Camillo Procaccini mais provavelmente por Agostino Carracci para uma posterior reimpressão dos poemas de Aretino
Sua produção foi, a despeito de ser trabalhos de um artista da pós-Tridentino, que foi um ambiente que estimulou arte sacra e restrito religidade e arte para o público. Ela foi mais conhecida a partir das edição da obra de 1798, impressas em Paris como "L`Aretin d`Augustin Carrache ou Receuil de Postures Erotiques, d`apres les Gravures a l`eau-forte par cet Artiste celebre".

## Tabela de conteúdo
Nota: Estas impressões são posteriores ao século XVIII, sendo re criações dos originais
| Imagem | N°. | Título                                     | parceiro masculino            | parceiro feminina        | Posição sexual                                                                                    | Notas                                                                         |
| ------ | --- | ------------------------------------------ | ----------------------------- | ------------------------ | ------------------------------------------------------------------------------------------------- | ----------------------------------------------------------------------------- |
|        | 1   | Venus Genetrix                             | -                             | Venus                    | -                                                                                                 | -                                                                             |
|        | 2   | Paris e Oenone                             | Paris                         | Oenone                   | perna entre as pernas, Homem em cima                                                              |                                                                               |
|        | 3   | Angelique and Medor                        | Medor                         | Angelique                | posição do vaqueiro, invertido                                                                    |                                                                               |
|        | 4   | O Sátiro e a Ninfa                         | Sátiro                        | Ninfa                    | Posição do missionário (Homem em cima & de pé)                                                    |                                                                               |
|        | 5   | Julia com um atleta                        | um atleta                     | Júlia (filha de Augusto) | posição do vaqueiro, invertido (Mulher de pé)                                                     | Mulher guiando o penis                                                        |
|        | 6   | Hércules e Dejanira                        | Hércules                      | Dejanira                 | missionário de pé (Mulher sendo suspensa pelo homem)                                              |                                                                               |
|        | 7   | Mars and Venus                             | Marte                         | Vênus                    | missionário (mulher em cima)                                                                      |                                                                               |
|        | 8   | O Culto a Priapo                           | Pan ou um femia de Sátiro     | A female Sátiro          | missionário (Homem de pé, mulher sentada)                                                         |                                                                               |
|        | 9   | António e Cleópatra                        | Marco António                 | Cleópatra                | brincadeiras de amantes (homem na direita) ou missionário lado-a-lado                             |                                                                               |
|        | 10  | Baco e Ariadne                             | Dioniso                       | Ariadne                  | pular carniça                                                                                     | As pernas da mulher para acima e não ajoelhando como é habitual nesta posição |
|        | 11  | Polyenos e Criseida                        | Polyenos (fictional)          | Criseida                 | Missionário (homem em cima e em pé, mulher deitada)                                               |                                                                               |
|        | 12  | Um Sátiro e sua esposa                     | Sátiro Masculino              | Sátiro Feminino          | Missionário (homem em pé, sentado mulher))                                                        |                                                                               |
|        | 13  | Júpiter e Juno                             | Júpiter                       | Juno                     | sustentar (homem em pé / ajoelhado, mulher apoiada )                                              |                                                                               |
|        | 14  | Messalina na cabine de 'Lisica'            | clientedo Bordel              | Messalina                | Missionário (mulher deitada, homem em pé)                                                         |                                                                               |
|        | 15  | Aquiles e Briseis                          | Aquiles                       | Briseis                  | de pé (homem totalmente apoiando mulher)                                                          |                                                                               |
|        | 16  | Ovid and Corinna                           | Ovídio                        | Corinna                  | Missionário (homem em cima, mulher orientadores o penis ereto para sua vagina)                    |                                                                               |
|        | 17  | Eneias e Dido (acompanhada por uma Cupido) | Eneias                        | Dido                     | Fisting com o dedo indicador da mão esquerda (assim como pouca nudez em relação a outras imagens) | Menos nudez, embora a camisa molhado efeito contorno dos peitos               |
|        | 18  | Alcibíades e Glycera                       | Alcibíades                    | Glycera                  | Missionário (homem em cima e em pé, mulher deitada e pernas para cima)                            |                                                                               |
|        | 19  | Pandora                                    | ?Epimeteu (coroadom a figura) | Pandora                  | Lado a lado                                                                                       | O rapaz com a vela pode ser uma referência clássica.                          |